# Carasobarbus chantrei
Carasobarbus chantrei là một loài cá vây tia thuộc họ Cyprinidae. Nó tiếp tục được IUCN xếp vào chi đã lỗi thời Barbus.
Loài này có ở Syria và Thổ Nhĩ Kỳ. Môi trường sống tự nhiên của chúng là sông ngòi và hồ nước ngọt. Chúng hiện đang bị đe dọa vì mất nơi sống.